# 寬頰禿頭鯊
寬頰禿頭鯊（学名：Sicyopterus macrostetholepis），又名寬頰瓢鰭鰕虎、寬頰瓢鰭鰕虎魚，为鰕虎科瓢鰭鰕虎魚屬下的一个种。
寬頰禿頭鯊可在海水、淡水、热带海域等中生活。最长尺寸10.3厘米。分布地区为菲律宾、印度尼西亚及琉球列岛。可能有部分生存于巴布亚新几内亚。